# Can Canyet (Lliçà de Vall)
Can Canyet és una masia gòtica de Lliçà de Vall (Vallès Oriental) inclosa a l'Inventari del Patrimoni Arquitectònic de Catalunya.

## Descripció
L'edifici té dues aigües amb el carener descentrat. A la façana destaca una finestra motllurada i amb traceria que es troba sobre la porta, dovellada amb 13 dovelles. Hi ha dues finestres laterals allindades amb motllura conopial i un rellotge de sol. Al costat de la porta hi ha dos curts pedrissos que s'entreguen a dos contraforts d'obra recent, de d'un dels quals surt un abeurador.

## Història
Pel tipus de finestres cal suposar que la masia data del segle xvi.